# 下丸子駅
下丸子駅（しもまるこえき）は、東京都大田区下丸子三丁目にある、東急電鉄東急多摩川線の駅である。駅番号はTM04。

## 歴史

### 年表
- 1924年（大正13年）5月2日：目黒蒲田電鉄の駅として開設[1]。
- 1998年（平成10年）10月：無人駅化（蒲田駅より遠隔操作）。
- 2000年（平成12年）8月6日：目蒲線が東急多摩川線と目黒線に分割され、当駅は東急多摩川線の駅となる[2][3]。それとほぼ同時期に駅舎を近未来的な天井の高い鉄骨造りとする改修工事やバリアフリー対応化、改札口増設、構内踏切廃止も実施。
- 2010年（平成22年）9月30日：駅売店「toks」閉店。

### 駅名の由来
駅所在地が丸子荘の一部（下部地域）であったことと、開設当時の所在地が荏原郡矢口村大字下丸子であったことに由来する。

## 駅構造
相対式ホーム2面2線を有する地上駅。
両ホームにそれぞれ改札がある。かつては構内踏切があり、改札内での両ホームの往来が可能であったが、踏切廃止後は往来不能となった。
駅務室は多摩川方面ホームに、トイレは蒲田方面ホームにある。自動改札機と自動精算機が設置されている。
当駅南側で、本線から事業用車両留置線が分岐している。

### のりば
| 番線 | 路線         | 方向 | 行先       |
| ---- | ------------ | ---- | ---------- |
| 1    | 東急多摩川線 | 下り | 蒲田方面   |
| 2    | 東急多摩川線 | 上り | 多摩川方面 |

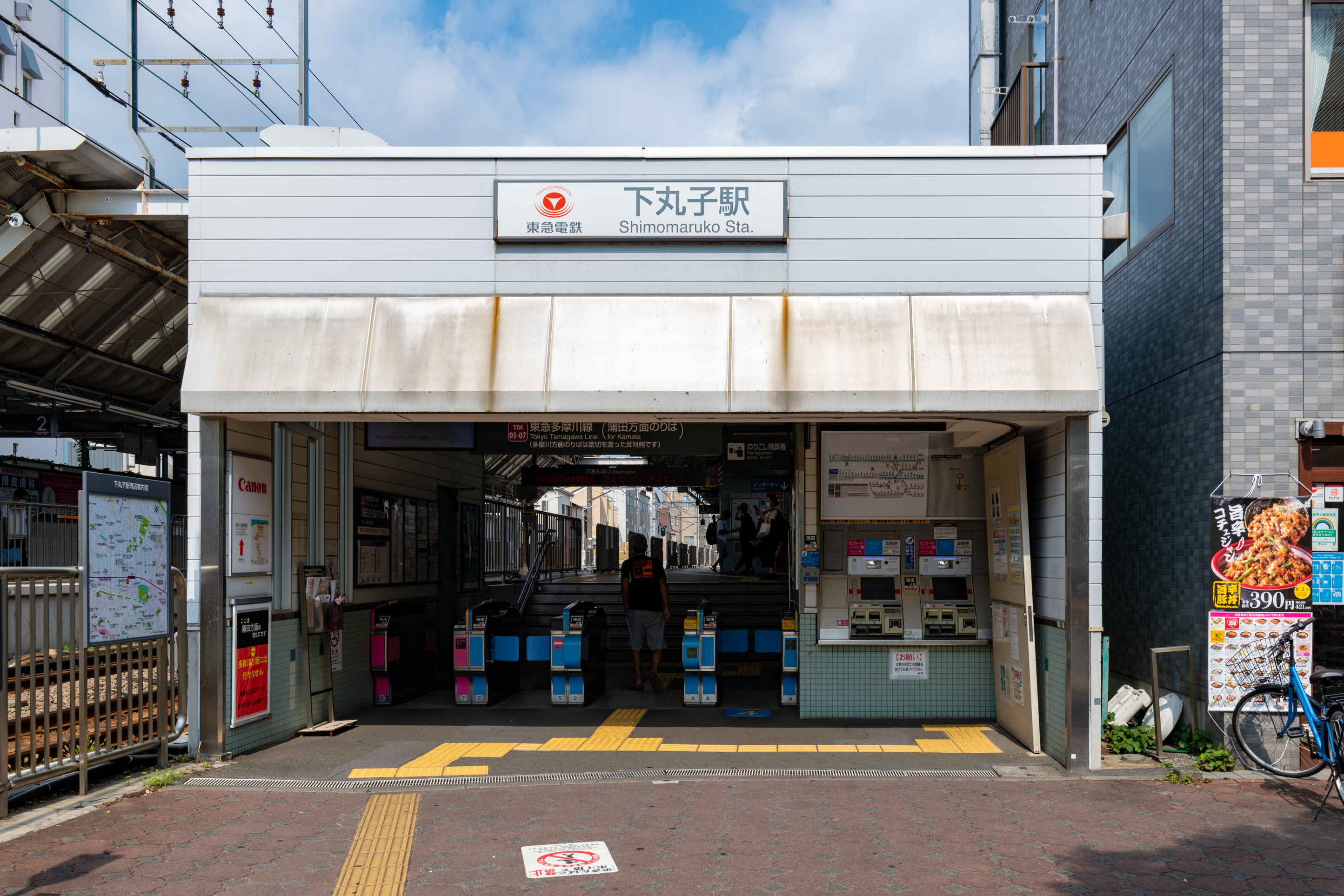
蒲田方面駅舎 （2021年8月）
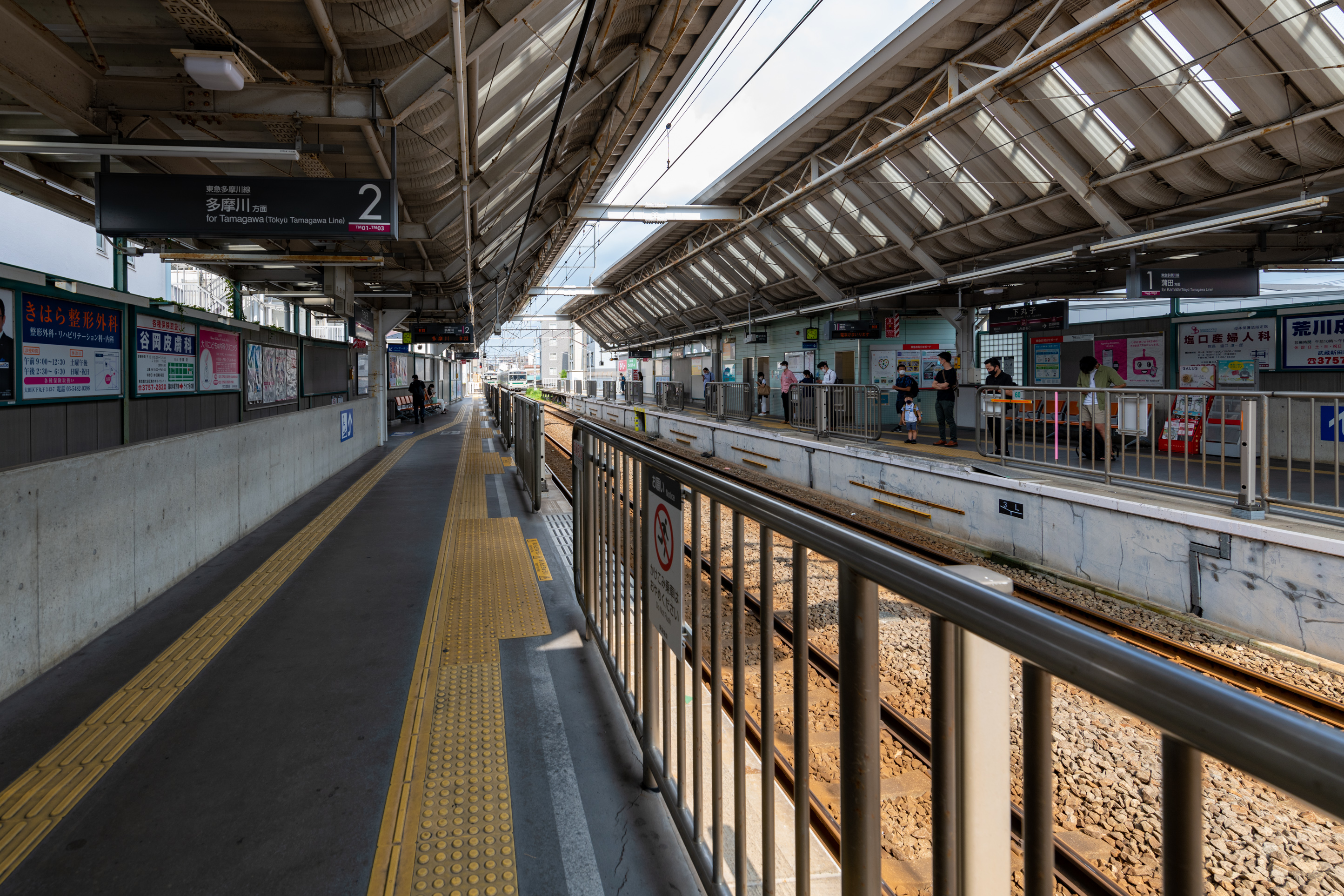
ホーム（2021年8月）

## 利用状況
2024年度（令和6年度）の1日平均乗降人員は31,438人である。東急多摩川線の途中駅では最多。
周辺のマンション建設等に伴い、増加傾向にある。また、ガス橋周辺は大規模企業本社や企業施設等があるため、通勤時間帯は乗降共に多い。
近年の1日平均乗降・乗車人員の推移は以下の通り。
| 年度               | 1日平均 乗降人員 | 1日平均 乗車人員 | 出典     |
| ------------------ | ---------------- | ---------------- | -------- |
| 1990年（平成02年） |                  | 13,803           | [ * 1 ]  |
| 1991年（平成03年） |                  | 14,205           | [ * 2 ]  |
| 1992年（平成04年） |                  | 14,129           | [ * 3 ]  |
| 1993年（平成05年） |                  | 14,512           | [ * 4 ]  |
| 1994年（平成06年） |                  | 14,638           | [ * 5 ]  |
| 1995年（平成07年） |                  | 14,399           | [ * 6 ]  |
| 1996年（平成08年） |                  | 14,214           | [ * 7 ]  |
| 1997年（平成09年） |                  | 14,252           | [ * 8 ]  |
| 1998年（平成10年） |                  | 14,126           | [ * 9 ]  |
| 1999年（平成11年） |                  | 14,005           | [ * 10 ] |
| 2000年（平成12年） |                  | 13,649           | [ * 11 ] |
| 2001年（平成13年） |                  | 13,401           | [ * 12 ] |
| 2002年（平成14年） | 28,319           | 13,778           | [ * 13 ] |
| 2003年（平成15年） | 29,795           | 14,609           | [ * 14 ] |
| 2004年（平成16年） | 30,990           | 15,647           | [ * 15 ] |
| 2005年（平成17年） | 32,974           | 16,626           | [ * 16 ] |
| 2006年（平成18年） | 34,970           | 17,641           | [ * 17 ] |
| 2007年（平成19年） | 35,384           | 17,902           | [ * 18 ] |
| 2008年（平成20年） | 35,633           | 18,014           | [ * 19 ] |
| 2009年（平成21年） | 35,597           | 17,981           | [ * 20 ] |
| 2010年（平成22年） | 36,050           | 18,189           | [ * 21 ] |
| 2011年（平成23年） | 36,279           | 18,306           | [ * 22 ] |
| 2012年（平成24年） | 36,608           | 18,455           | [ * 23 ] |
| 2013年（平成25年） | 37,736           | 19,022           | [ * 24 ] |
| 2014年（平成26年） | 37,857           | 19,085           | [ * 25 ] |
| 2015年（平成27年） | 36,943           | 18,617           | [ * 26 ] |
| 2016年（平成28年） | 35,747           | 17,986           | [ * 27 ] |
| 2017年（平成29年） | 36,250           | 18,225           | [ * 28 ] |
| 2018年（平成30年） | 36,883           | 18,553           | [ * 29 ] |
| 2019年（令和元年） | 36,829           | 18,514           | [ * 30 ] |
| 2020年（令和02年） | 27,087           |                  |          |
| 2021年（令和03年） | 28,099           |                  |          |
| 2022年（令和04年） | 29,684           |                  |          |
| 2023年（令和05年） | 30,381           |                  |          |
| 2024年（令和06年） | 31,438           |                  |          |

## 駅周辺
- キヤノン本社
- 大田区民プラザ
- 大田区役所 鵜の木特別出張所
- 矢口消防署 下丸子出張所
- 大田下丸子郵便局
- 目蒲病院
- 大田区立矢口西小学校
- 昭和のくらし博物館
- 白洋舍 東京支店 五十嵐健治記念洗濯資料館併設
- 東京都道・神奈川県道111号大田神奈川線（ガス橋通り）
- ガス橋（多摩川）
- 光明寺
- 武家屋敷門（東京都指定有形文化財）
- パークハウス多摩川
- 環八千鳥住宅公園
- 西友 下丸子店
- オリンピック 下丸子店
- 東武ストア 下丸子店
- 多摩川ガス橋緑地
- 下丸子公園
- 薬ヒグチ 下丸子店
- 三井住友銀行 下丸子支店
- 六所神社

### バス路線
- 下丸子駅入口
  - 東急バス
    - 大田区コミュニティバス「たまちゃんバス」 武蔵新田駅行

以前は渋33系統（大森駅 - 渋谷駅）、後の森10系統（大森駅 - 田園調布駅）が経由する「下丸子駅前」バス停が設置されていたが、1990年代前半に廃止された。さらに駅近くのガス橋通り沿いには1978年（昭和53年）12月まで「下丸子折返所」バス停が設置され、東急バス川崎営業所による川65系統（川崎駅 - 下丸子折返所）や蒲02系統（蒲田駅 - 小杉駅）が運行されていた。

## 多摩川アートラインプロジェクト
2007年（平成19年）に多摩川アートラインプロジェクトが実施され、以下のアートが施されている。
- ハービー・山口「地域の写真（正式名称無し）」
- 渡辺元佳「ぼ た ん」

## 隣の駅
東急電鉄
 東急多摩川線
鵜の木駅 (TM03) - 下丸子駅 (TM04) - 武蔵新田駅 (TM05)